# محافظة يونغوول
محافظة يونغوول (يونغوول غون) هي محافظة في مقاطعة غانغوون، كوريا الجنوبية، وبلغ عدد سكانها مثال 40،178 عام 2014.

## المناخ
يظهر الجدول التالي التغييرات المناخية على مدار السنة لمحافظة يونغوول:
| البيانات المناخية لـمحافظة يونغوول                                            | البيانات المناخية لـمحافظة يونغوول | البيانات المناخية لـمحافظة يونغوول | البيانات المناخية لـمحافظة يونغوول | البيانات المناخية لـمحافظة يونغوول | البيانات المناخية لـمحافظة يونغوول | البيانات المناخية لـمحافظة يونغوول | البيانات المناخية لـمحافظة يونغوول | البيانات المناخية لـمحافظة يونغوول | البيانات المناخية لـمحافظة يونغوول | البيانات المناخية لـمحافظة يونغوول | البيانات المناخية لـمحافظة يونغوول | البيانات المناخية لـمحافظة يونغوول | البيانات المناخية لـمحافظة يونغوول |
| الشهر                                                                         | يناير                              | فبراير                             | مارس                               | أبريل                              | مايو                               | يونيو                              | يوليو                              | أغسطس                              | سبتمبر                             | أكتوبر                             | نوفمبر                             | ديسمبر                             | المعدل السنوي                      |
| ----------------------------------------------------------------------------- | ---------------------------------- | ---------------------------------- | ---------------------------------- | ---------------------------------- | ---------------------------------- | ---------------------------------- | ---------------------------------- | ---------------------------------- | ---------------------------------- | ---------------------------------- | ---------------------------------- | ---------------------------------- | ---------------------------------- |
| الدرجة القصوى °م (°ف)                                                         | 12.3 (54.1)                        | 20.6 (69.1)                        | 25.1 (77.2)                        | 33.3 (91.9)                        | 35.3 (95.5)                        | 35.6 (96.1)                        | 37.2 (99.0)                        | 38.7 (101.7)                       | 33.6 (92.5)                        | 28.4 (83.1)                        | 25.1 (77.2)                        | 15.5 (59.9)                        | 38.7 (101.7)                       |
| متوسط درجة الحرارة الكبرى °م (°ف)                                             | 2.2 (36.0)                         | 5.5 (41.9)                         | 11.1 (52.0)                        | 18.7 (65.7)                        | 23.9 (75.0)                        | 27.5 (81.5)                        | 28.9 (84.0)                        | 29.5 (85.1)                        | 25.5 (77.9)                        | 20.0 (68.0)                        | 11.6 (52.9)                        | 4.4 (39.9)                         | 17.4 (63.3)                        |
| المتوسط اليومي °م (°ف)                                                        | −4.0 (24.8)                        | −1.2 (29.8)                        | 4.4 (39.9)                         | 11.3 (52.3)                        | 16.6 (61.9)                        | 20.8 (69.4)                        | 23.6 (74.5)                        | 24.0 (75.2)                        | 19.1 (66.4)                        | 12.4 (54.3)                        | 4.7 (40.5)                         | −1.9 (28.6)                        | 10.8 (51.4)                        |
| متوسط درجة الحرارة الصغرى °م (°ف)                                             | −9.6 (14.7)                        | −7.4 (18.7)                        | −1.9 (28.6)                        | 4.0 (39.2)                         | 9.7 (49.5)                         | 15.2 (59.4)                        | 19.8 (67.6)                        | 20.2 (68.4)                        | 14.5 (58.1)                        | 6.8 (44.2)                         | −0.9 (30.4)                        | −7.2 (19.0)                        | 5.3 (41.5)                         |
| أدنى درجة حرارة °م (°ف)                                                       | −23.5 (−10.3)                      | −23.1 (−9.6)                       | −15.5 (4.1)                        | −6.9 (19.6)                        | 1.7 (35.1)                         | 4.1 (39.4)                         | 10.8 (51.4)                        | 11.5 (52.7)                        | 3.7 (38.7)                         | −5.6 (21.9)                        | −11.7 (10.9)                       | −19.5 (−3.1)                       | −23.5 (−10.3)                      |
| الهطول مم (إنش)                                                               | 21.3 (0.84)                        | 25.3 (1.00)                        | 50.0 (1.97)                        | 70.5 (2.78)                        | 87.4 (3.44)                        | 143.9 (5.67)                       | 292.3 (11.51)                      | 291.7 (11.48)                      | 150.3 (5.92)                       | 40.1 (1.58)                        | 32.2 (1.27)                        | 19.3 (0.76)                        | 1٬224٫1 (48.19)                    |
| متوسط أيام هطول الأمطار (≥ 0.1 mm)                                            | 6.9                                | 6.7                                | 9.0                                | 8.9                                | 9.2                                | 10.0                               | 16.6                               | 15.5                               | 10.3                               | 6.5                                | 7.4                                | 6.4                                | 113.4                              |
| متوسط الأيام المثلجة                                                          | 9.2                                | 7.1                                | 5.3                                | 0.2                                | 0.0                                | 0.0                                | 0.0                                | 0.0                                | 0.0                                | 0.1                                | 2.3                                | 6.1                                | 30.3                               |
| متوسط الرطوبة النسبية (%)                                                     | 63.9                               | 60.6                               | 58.7                               | 55.0                               | 63.8                               | 70.5                               | 79.9                               | 79.3                               | 76.9                               | 73.1                               | 68.4                               | 66.8                               | 68.1                               |
| ساعات سطوع الشمس الشهرية                                                      | 178.6                              | 173.0                              | 192.7                              | 207.3                              | 213.6                              | 187.3                              | 133.1                              | 149.1                              | 154.4                              | 175.6                              | 153.3                              | 172.8                              | 2٬090٫9                            |
| نسبة وصول أشعة الشمس                                                          | 58.0                               | 56.6                               | 52.0                               | 52.6                               | 48.7                               | 42.6                               | 29.7                               | 35.5                               | 41.4                               | 50.3                               | 50.0                               | 57.7                               | 46.9                               |
| المصدر: Korea Meteorological Administration (percent sunshine and snowy days) |                                    |                                    |                                    |                                    |                                    |                                    |                                    |                                    |                                    |                                    |                                    |                                    |                                    |

## توأمة
لمحافظة يونغوول اتفاقيات توأمة مع كل من:
- أولان-أودي (2014 - )[7]
- ناحية سيونغبك [الإنجليزية]‏

## أعلام
- دانجونغ ملك جوسون

## وصلات خارجية
- الموقع الرسمي نسخة محفوظة 13 مارس 2015 على موقع واي باك مشين.